# 蒜東村
23°29′31.1″N 120°17′49.1″E / 23.491972°N 120.296972°E
蒜東村位於臺灣嘉義縣六腳鄉東南部，東鄰灣南村，西接蒜頭村及蒜南村。行政區包含14鄰、931人，為具有歷史風情特色的聚落。

## 地理
蒜東村於嘉義縣六腳鄉的東南界，位於朴子溪西岸，對岸為朴子市。 另有蒜南、蒜頭兩村，三村一般合稱「蒜頭」，古稱為「蒜頭庄」，蒜東村因地處蒜頭東方因此命此名。

## 聚落歷史
蒜頭庄古有諺語「九萬二七千」，為富戶甚多之意， 與其他村莊相比位居「算頭」(臺語居首之意)，後因「算」字與「蒜」同音，誤寫成「蒜頭」而沿用至今。

## 教育
村內沒有學校，村內學童多至所屬學區的蒜頭國小、六嘉國中就學。

## 文化資源與資產
護安宮：創立於西元1879年，位於嘉義縣六腳鄉蒜東村蒜頭226號，主祀神明為天上聖母，陪祀神明有土地公跟註生娘娘。相傳古時候有一外鄉人竊取一尊媽祖金身帶在身上，經過此地時停下來休息，當要離去時竟然挑不動，於是庄民便將之安奉於庄中民宅。清朝光緒五年（1879）地方士紳黃世力發起集資，創立廟宇於現址，光緒十四年（1888）黃世力再倡議修建。
蒜頭基督教會：位於嘉義縣六腳鄉蒜東村十鄰蒜頭614號，由東石工作區分出的鄉村福音佈道團工作區之一，民國九十三年(2004)
九月由吳燕輝牧師夫婦來此租用民宅（現址）成立。由於台灣鄉村民間信仰較強，不願意接受信仰，導致六腳鄉附近地區少有教會，因此決定深入鄉村佈道、宣揚福音。

## 景點
傳說嘉慶君遊台灣時在位於六腳鄉蒜東村與蒜頭糖廠中間的一棵巨大的榕樹下休息，睡了一覺醒來覺得精神飽滿，因此封名為「榕樹王」。 後來那棵榕樹被大水沖走了，現在的榕樹為後來居民所種植的。

## 出身名人
侯明豪（1940~1998）嘉義縣六腳鄉蒜東村人，鏈球成績兩度榮獲省冠軍，民國58年打破全國紀錄，曾是亞洲五十及五十五歲組的紀錄保持人。旗下子弟在體育界大放異彩者眾多，遂有體育界「侯家班」的稱譽。